# یوناتان ناهوئل واله
یوناتان ناهوئل واله (انگلیسی: Jonatan Nahuel Valle؛ زادهٔ ۲۶ ژانویهٔ ۱۹۹۳) بازیکن فوتبال اهل آرژانتین است.